# M117
M117 ist eine US-amerikanische ungelenkte Mehrzweck-Freifallbombe. Sie wurde zum ersten Mal im Jahre 1950 im Koreakrieg eingesetzt. Obwohl das Nominalgewicht der M117-Bombe mit 343 Kilogramm angegeben wird, hängt dies von der Ausführung ab und kann bis zu 373 Kilogramm betragen. Das Gewicht ihres Sprengstoffs ist 183 Kilogramm. Ihr Sprengstoff ist Tritonal. Zur Bombardierung aus niedriger Höhe kann sie mit Verzögerungssätzen ausgerüstet werden.

## Geschichte
In den 50er bis 70er Jahren war die M117 eine Standard-Waffe. Diese Bombe wurde von F-100 Super Sabre, F-104 Starfighter, F-105 Thunderchief, F-111 und F-4 Phantom II getragen. Zurzeit trägt nur die Boeing B-52 diese Bombe. Die taktischen Flugzeuge tragen heutzutage die Mk-80-Serie, besonders Mark 82 oder Mark 84 und ihre gelenkten Varianten.